# Thomas Stevens (cyklista)

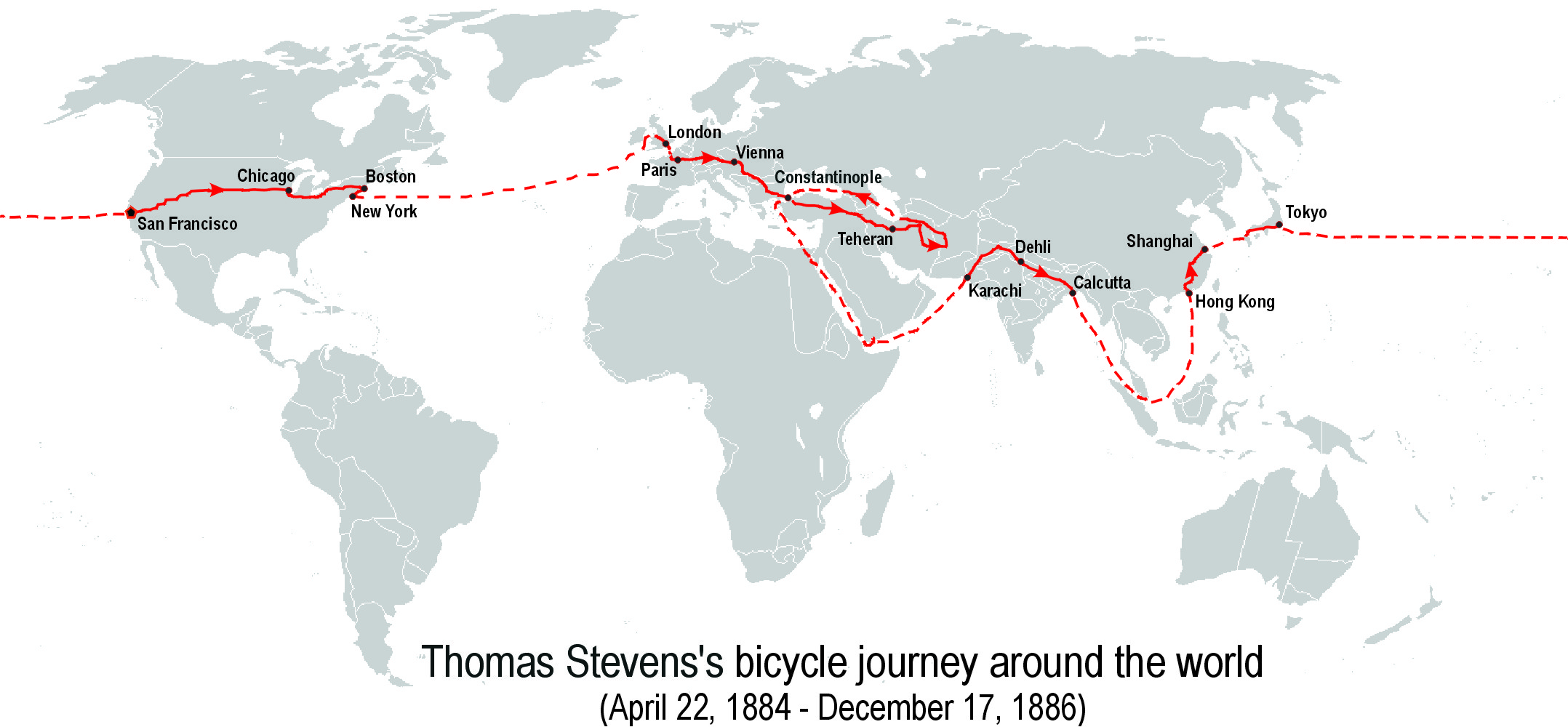
Stevensova cesta kolem světa
(22. dubna 1884 – 17. prosince 1886)

Thomas Stevens (24. prosince 1854, Berkhamsted, Hertfordshire, Anglie – 24. ledna 1935, Londýn,) byl prvním člověkem, který na jízdním kole, konkrétně na vysokém kole značky Ordinary, dokončil jízdu kolem světa, na níž se vydal 22. dubna 1884, a kterou dokončil 17. prosince 1886. V pozdějších letech vedl pátrání po Henrym Mortonovi Stanleyovi v Africe, prováděl zkoumání tvrzení indických asketiků a nakonec se stal ředitelem londýnského divadla Garrick Theatre.

## Biografie
Stevens se narodil do rodiny žijící v ulici Castle Street v Berkhamstedu. Jeho rodiče se jmenovali William a Ann Stevensovi a jeho otec pracoval jako dělník. Thomas měl dvě sestry: starší Bridget a mladší Jane. Základní vzdělání získal ve škole Bourne Charity School, a poté se vyučil hokynářem. Když mu bylo 14 let, emigroval jeho otec do Missouri, kde nesetrval dlouho a vrátil se, když Ann onemocněla. Poté emigroval znovu a znovu se vrátil, aby s sebou odvezl zbytek rodiny. Thomas v roce 1871 také odešel do Ameriky bez rodičů, kteří jej následovali se zbytkem rodiny až za dva roky. Nakonec se usadili v Denveru, odkud se Thomas Stevens později odstěhoval do San Francisca, kde se naučil jezdit na kole. Když si našel práci v dolech v Coloradu, dostal nápad objet na kole celý svět.

### Cesta kolem světa
V roce 1884 si koupil nové vysoké kolo (s průměrem předního kola 50 palců) značky Columbia jež bylo potaženo niklovými pláty z chicagské továrny Pope Manufacturing Company, která jeho cestu sponzorovala. Na cestu s sebou vzal jen několik párů ponožek, druhé triko, pršiplášť, jenž zároveň sloužil jako stan a spací pytel, a revolver. Na cestu vyrazil ze San Francisca přesně v 8 ráno dne 22. dubna 1884 a přes Sacramento a Sierru Nevada se dostal do států Nevada, Utah a Wyoming. Cestou se mu dostalo podpory od mnoha místních cyklistických klubů. Cestoval převážně podél kolejí, plavebních kanálů nebo po pevných silnicích. 4. srpna 1884 dorazil do Bostonu. Podle dobových záznamů strávil na této etapě 83 dnů jízdou a 20 dnů stál kvůli špatnému počasí či odpočinku."
Stevens strávil zimu v New Yorku a během té doby publikoval v časopisu Outing kresby ze své jízdy přes celý kontinent, kdy se mimo jiné setkal i s indiány. To mu vyneslo potřebné peníze, aby si koupil lístek na parník City of Chicago, jenž ho dopravil z Ameriky do Liverpoolu, kam dorazil 9. dubna 1885. Své kolo ponechal v úschovně zavazadel londýnských a severozápadních drah a vydal se vlakem do Londýna, kde si naplánoval cestu napříč Evropou a hlavně potřeboval zjistit, jaké poměry momentálně panují v Asii. V tom mu nejvíce pomohl tlumočník z čínské ambasády, jenž mu rozmluvil cestu severní Barmou a přes Čínu.
30. dubna 1885 se vrátil do Liverpoolu pro své kolo a 4. května za asistence místní policie a po boku 25 nadšených místních cyklistů formálně zahájil svoji evropskou jízdu, kde ho od kostela v Edge Hill vyprovodilo několik set přihlížejících. Už za pár minut po startu z Liverpoolu se musel potýkat s deštěm. Na cestu si tentokrát vzal ke svému vybavení z bezpečnostních důvodů ještě bílou vojenskou helmu Cestou navštívil své rodiště Berkhamsted a pochvaloval si, že cesty v Anglii jsou mnohem lepší než v Americe. Z Newhavenu přeplul lodí do Dieppe a pokračoval napříč Evropou přes Francii, Německo, Rakousko-Uhersko (kde se k němu na nějaký čas připojil jiný cyklista, se kterým však nebyl schopen komunikovat, neboť ani jeden z nich neuměl žádnou řeč, kterou ovládal ten druhý), Slavonii, Srbsko, Bulharsko až do Turecka.
V Istanbulu si udělal kratší pauzu, aby si odpočinul, a našel útočiště u příbuzných svých známých z Ameriky. Zde si koupil náhradní díly ke svému kolu a nové pneumatiky, a také lepší pistol značky Smith & Wesson. V Istanbulu počkal, dokud se neuklidní situace ohledně řádění banditů v jiných částech Turecka, a vydal se přes Anatolii, Arménii, Kurdistán a Irák do Persie, kde v Teheránu přečkal druhou zimu jako host zdejšího vládce šáha Násira ad-Dína.
Jelikož se mu nepovedlo získat povolení od zastupitelských úřadů Ruska k cestě na kole přes Sibiř, vydal se 10. března 1886 do Afghánistánu, kam mu však také nebyl vstup povolen místními úřady. Byl tak nucen vrátit se na západ ke Kaspickému moři, kde parníkem dorazil do Baku. Odtud se vlakem dopravil do Batumi, kde nastoupil na parník, jenž ho zavezl zpět do Istanbulu, kde přestoupil na zaoceánský parník, který ho dopravil do Indie. Zde absolvoval jízdu po starobylé silnici Grand Trunk Road a poznamenal, že zde bylo za všech okolností nesnesitelné vedro, ale silnice byla dobře upravená a zcela bez banditů. Dorazil do Kalkaty, kde nastoupil na další parník, který ho dopravil do Hongkongu v jižní Číně. Navzdory varování z Londýna se vydal po silnicích východní Číny, kde často neznal cestu, a protože neuměl čínsky, nemohl se zeptat na směr. Zde ho navíc zasáhly nepokoje, kdy Číňané protestovali proti válce s Francií, a před rozzuřenými vesničany ho museli chránit tamní armádní důstojníci. Nakonec se mu povedlo dostat na kole až do Šanghaje, kde nasedl na parník do Japonska, které popsal jako mírumilovnou zemi v porovnání s Čínou. Projel skoro celý ostrov Honšú a svou pouť oficiálně ukončil 17. prosince 1886 příjezdem do Jokohamy. Ve svém deníku spočítal, že ujel na kole přibližně 13 500 mil (zhruba 23 000 km). Stevens se v lednu 1887 vrátil parníkem domů do San Francisca.
Jeho cesta Japonskem byla zdokumentována tamními novinami Džidžišinpú. Celou cestu Stevens posílal dopisy s popisem své cesty a zážitků z ní redakci časopisu Harper's. Z těchto dopisů a svých vzpomínek pak sepsal dvojdílný cestopis o celkem 1000 stranách Around the World on a Bicycle. Po návratu Stevense domů se kolo dostalo do majetku společnosti The Pope Company, jež sponzorovala jeho cestu, a to ho udržovalo jako svůj exponát až do doby Druhé světové války, kdy bylo sešrotováno, aby byl materiál využit k válečné výrobě.